# Guinevere (filme)
Guinevere (Brasil: A Lente do Desejo ) é um filme de drama norte-americano de 1999 sobre a relação artística e romântica entre uma jovem estudante e seu mentor mais velho.
O filme foi escrito e dirigido por Audrey Wells e estrelado por Stephen Rea, Sarah Polley, Jean Smart, e Gina Gershon. O filme foi um candidato ao prêmio do júri do Festival Sundance de Cinema de 1999. Ele ganhou o Prêmio de Argumento Waldo Sal para roteiro de Welles, que ela dividia com o roteiro de Frank Whaley para Joe the King. Ele também foi celebrado no 21th Festival de Moscou.
Foi lançado diretamente em vídeo no Brasil.

## Sinopse
Sarah Polley interpreta Harper Sloane, uma desajustada em sua família esnobe e classe alta, que acaba de ser aceita em Harvard. No casamento de sua irmã, depois de ser enviada para fora de seu esconderijo na sala de armazenamento com uma garrafa de champanhe, ela conhece Connie Fitzpatrick (Rea), um fotógrafo boêmio que toma um gosto imediato para ela e a apelida de "Guinevere". Sua visita ao seu apartamento , a fim de pegar as fotografias do casamento fotografa logo termina em um caso de affair, e Harper, eventualmente, vai morar com Connie como ele instrui-la nos caminhos da arte , em particular da fotografia.
Depois de um confronto brutal com a mãe de Harper (Smart) e descoberta de Harper que Connie tem um histórico de relacionamentos com mulheres mais jovens , o filme chega a um clímax em um hotel de Los Angeles onde Connie termina o relacionamento por Harper a chutando para fora. Ela retorna apenas uma vez, cinco anos mais tarde, como ele está morrendo de cirrose do fígado, e satisfaz os demais Guineveres que ele teve. No último andar, ela descreve sua visão pessoal de seu tipo do céu, que ela carinhosamente intitula " The Connie Special" .

## Elenco
- Sarah Polley como Harper Sloane
- Stephen Rea como Connie Fitzpatrick
- Jean Smart como Deborah Sloane
- Gina Gershon como Billie
- Paul Dooley como Walter
- Carrie Preston como Patty
- Tracy Letts como Zack
- Emily Procter como Susan Sloane
- Sharon McNight como Leslie (como Sharon Mcnight)
- Gedde Watanabe como Ed
- Carlton Wilborn como Jay
- Sandra Oh como Cindy

## Produção
Na cidade de São Francisco, Califórnia, durante as filmagens, alguns integrantes da equipe técnica entraram em greve, por 3 dias. Sarah Polley decidiu apoiá-los, participando inclusive do protesto feito. Devido a este apoio a atriz perdeu várias propostas de emprego, já que os produtores temiam contratar uma atriz que fosse também militante.